# Paul Arène
Pour les articles homonymes, voir Arène.
Paul Arène, né le 26 juin 1843 à Sisteron et mort le 17 décembre 1896 à Antibes, est un poète provençal et écrivain français.

## Biographie

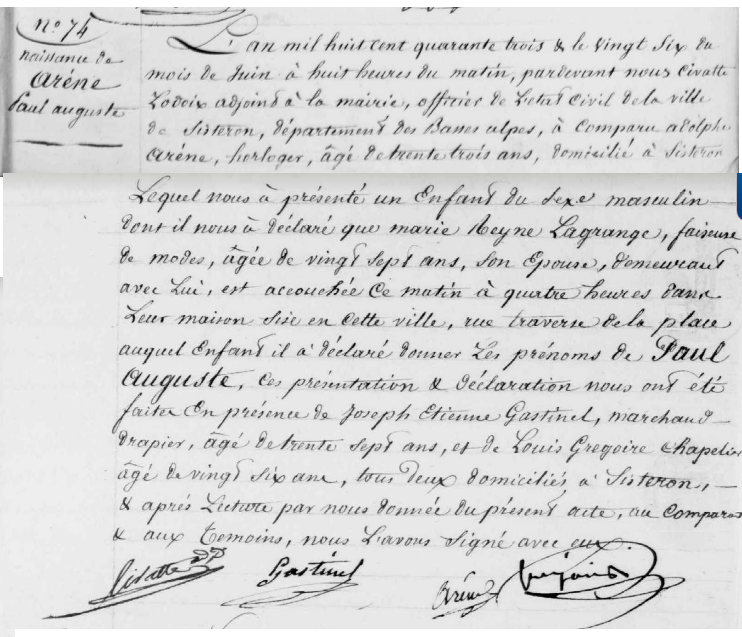
Acte de naissance de Paul Arène.

Sa mère Marie Louise Reyne Lagrange, née le 7 janvier 1818 à Sisteron, est ouvrière faiseuse de modes. Elle s'est mariée, le 12 septembre 1838, à Sisteron, alors qu'elle est encore mineure, à Adolphe Arène, né le 7 novembre 1810, horloger. Le grand-père maternel de Paul Arène, Dominique Lagrange, né le 23 février 1787 à Sisteron, est maître chapelier.
Après avoir préparé une licence de philosophie, Paul Arène travaille comme maître d'études au lycée Thiers (de 1861 à 1864) à Marseille, puis au lycée de Vannes. Une petite pièce jouée avec succès à l'Odéon, Pierrot héritier, lui fait quitter, en 1865, l'université pour le journalisme ; il est alors âgé de 23 ans.
En 1867, Paul Arène est l'un des auteurs du Parnassiculet contemporain, parodie du Parnasse contemporain. Le Parnassiculet lui vaut de vives inimitiés. Les auteurs du Parnasse contemporain y sont appelés « des Turcs attardés qui ont oublié, ou qui ne savent peut-être point, que le carnaval romantique est clos depuis trente ans ».
À Paris, il fréquente les cafés littéraires et devient l'ami d'Alphonse Daudet, François Coppée, Catulle Mendès. Comme l'a révélé Octave Mirbeau en 1884, Paul Arène a collaboré activement avec Alphonse Daudet à l'écriture des chroniques provençales publiées par L'Événement, qui furent ensuite rassemblées sous le titre Lettres de mon moulin, collaboration si dense que Paul Arène est décrit par quelques spécialistes de l'histoire de la littérature provençale comme le nègre de Daudet.
Tout a été reconnu par Daudet lui-même :

« Les premières Lettres de mon moulin ont paru vers 1866 dans un journal parisien où ces chroniques provençales, signées d'abord d'un double pseudonyme emprunté à Balzac, « Marie-Gaston » détonnaient avec un goût d'étrangeté. Gaston, c'était mon camarade Paul Arène qui, tout jeune, venait de débuter à l'Odéon par un petit acte étincelant d'esprit, de coloris, et vivait tout près de moi, à l'orée du bois de Meudon. Mais quoique ce parfait écrivain n'eût pas encore à son acquit Jean-des-Figues, ni Paris ingénu, ni tant de pages délicates et fermes, il avait déjà trop de vrai talent, une personnalité trop réelle pour se contenter longtemps de cet emploi d'aide-meunier. Je restai donc seul à moudre mes petites histoires, au caprice du vent, de l'heure, dans une existence terriblement agitée. »

Et Arène a confirmé :

« Établissons, une fois pour toutes et pour n'en plus parler, qu'en effet, sur les vingt-trois nouvelles conservées dans ton édition définitive, la moitié à peu près fut écrite par nous deux, assis à la même table, autour d'une unique écritoire, joyeusement et fraternellement, en essayant chacun sa phrase avant de la coucher sur le papier. Les autres ne me regardent en rien ; et encore, dans celles qui me regardent un peu, ta part reste-t-elle la plus grande, car si j'ai pu y apporter ― du diable si je m'en souviens ― quelques détails de couleur ou de style, toi seul, toujours, en trouvas le sujet et les grandes lignes. »

En 1868, Paul Arène écrit, à 25 ans, ce qui reste son chef-d'œuvre, Jean-des-Figues.
Il prend part à la guerre de 1870 avec le grade de capitaine et reçoit, en 1884, la Légion d'honneur.
Après 1870, il publie des pièces de théâtre, des chroniques, des contes, des poèmes, dont notamment Le Tors d'Entrays, Le Clos des âmes, Le Canot des six capitaines, Au Bon Soleil et La Gueuse parfumée, deux recueils de contes. Viennent ensuite La Chèvre d'or, puis Les Ogresses, Le Midi bouge et Domnine.
Il écrit régulièrement pour Le Journal, puis pour Le Figaro littéraire des articles et des chroniques. En relation constante avec Joseph Roumanille (il compose ses premiers vers provençaux qui paraissent dans l'Almanach avignonnais), avec Frédéric Mistral et avec Théodore Aubanel, ses deux maîtres ; il regroupe ses amis occitans de Paris, puis, s'inspirant du Félibrige de Fontségune, il organise en 1879 le Félibrige parisien, dont il sera le président après Charles de Tourtoulon et Jasmin. Il est aussi élu majoral du Félibrige en 1884. Il anime diverses revues : La Cigale, La Farandole, Lou Viro-Soulèu.
« C'est pour ne pas perdre l'accent

Que nous fondâmes la Cigale. ».
Le sujet de toutes ses pièces provençales est tiré de quelques particularités de mœurs ou de paysages de la contrée de Sisteron : Fontfrediero, Lis Estello negro, Raubatori.
Un grand tableau peint par Paul Chabas, Chez Alphonse Lemerre, à Ville D'Avray à la demande de l'éditeur des poètes parnassiens, représente Paul Arène aux côtés de Sully-Prudhomme, de Jules Claretie, de Leconte de Lisle ou de l'écrivain et académicien français Paul Bourget.
Il est inhumé au cimetière de Sisteron (Alpes-de-Haute-Provence).

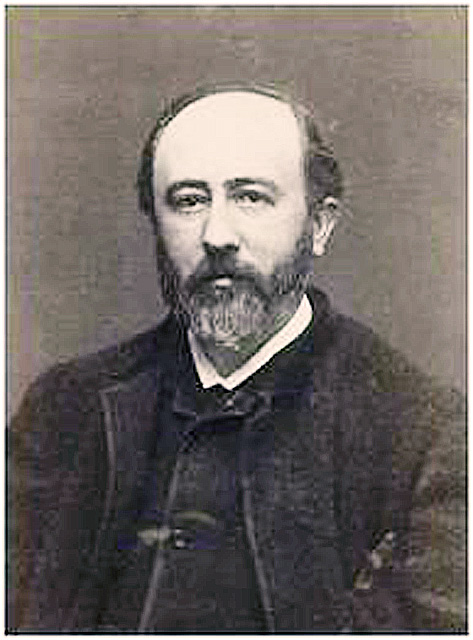
Portrait photographique de Paul Arène, reproduit dans La Vie populaire.
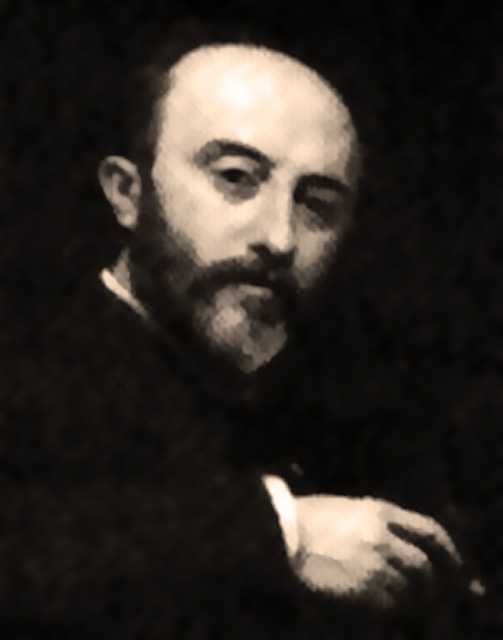
Portrait peint de Paul Arène à la mairie de Sisteron.
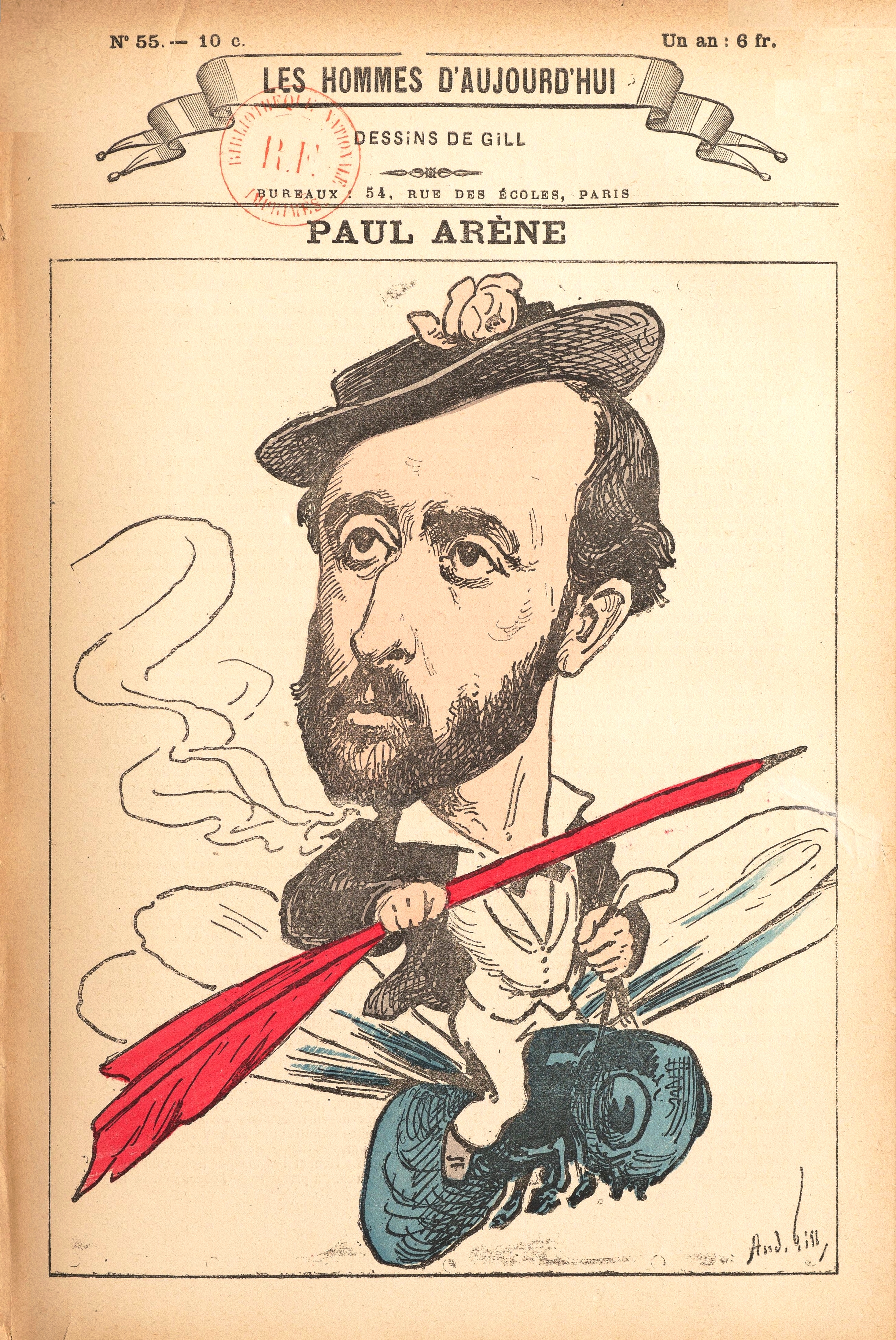
Caricature de Paul Arène par André Gill.
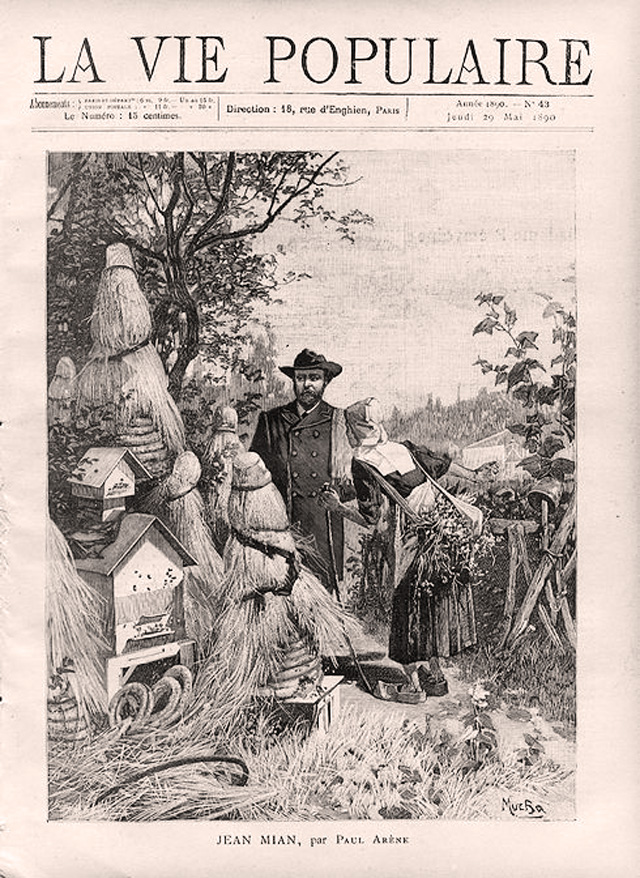
Paul Arène par Alfons Mucha en 1890.
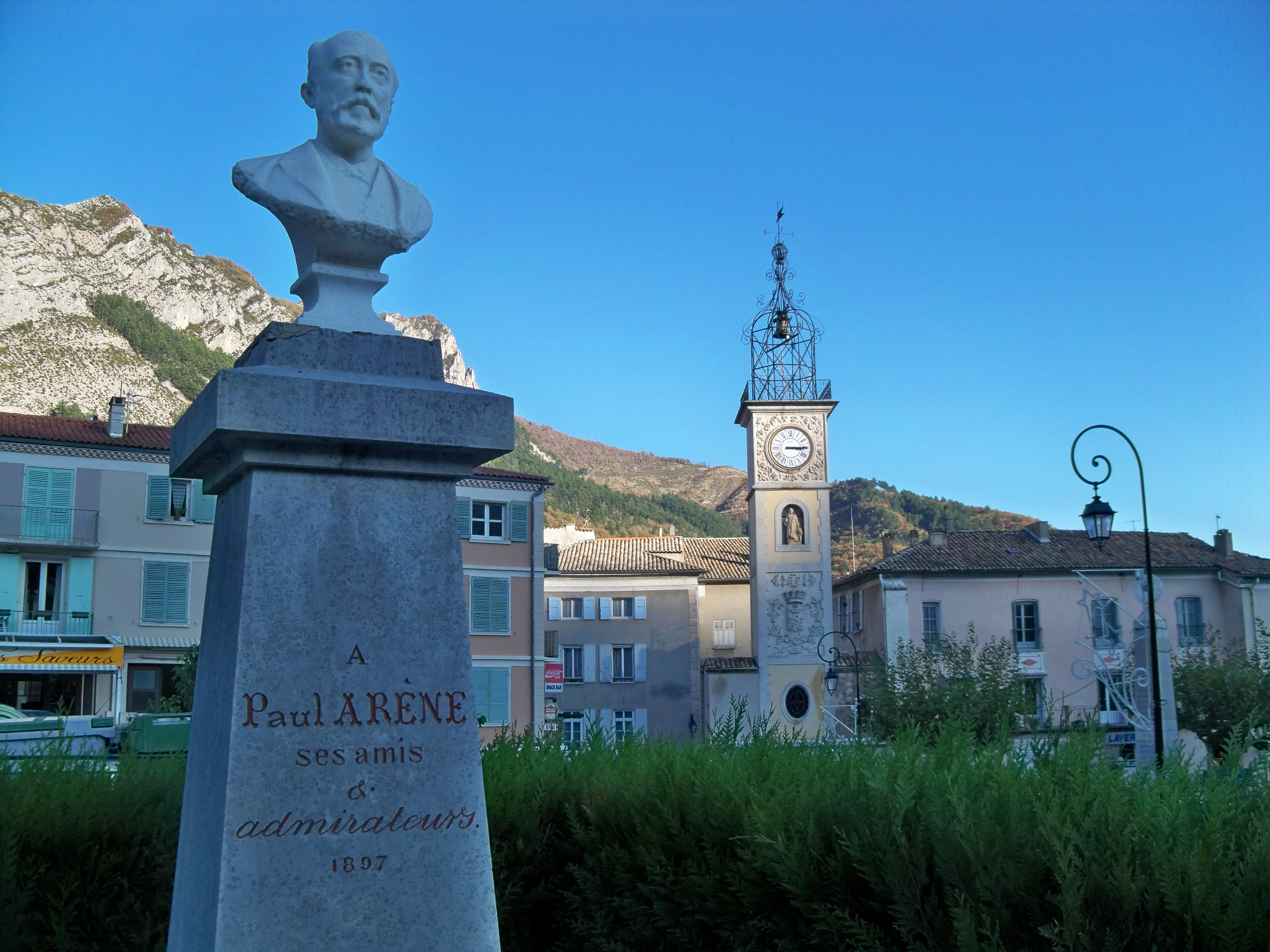
Paul Arène statufié à Sisteron.
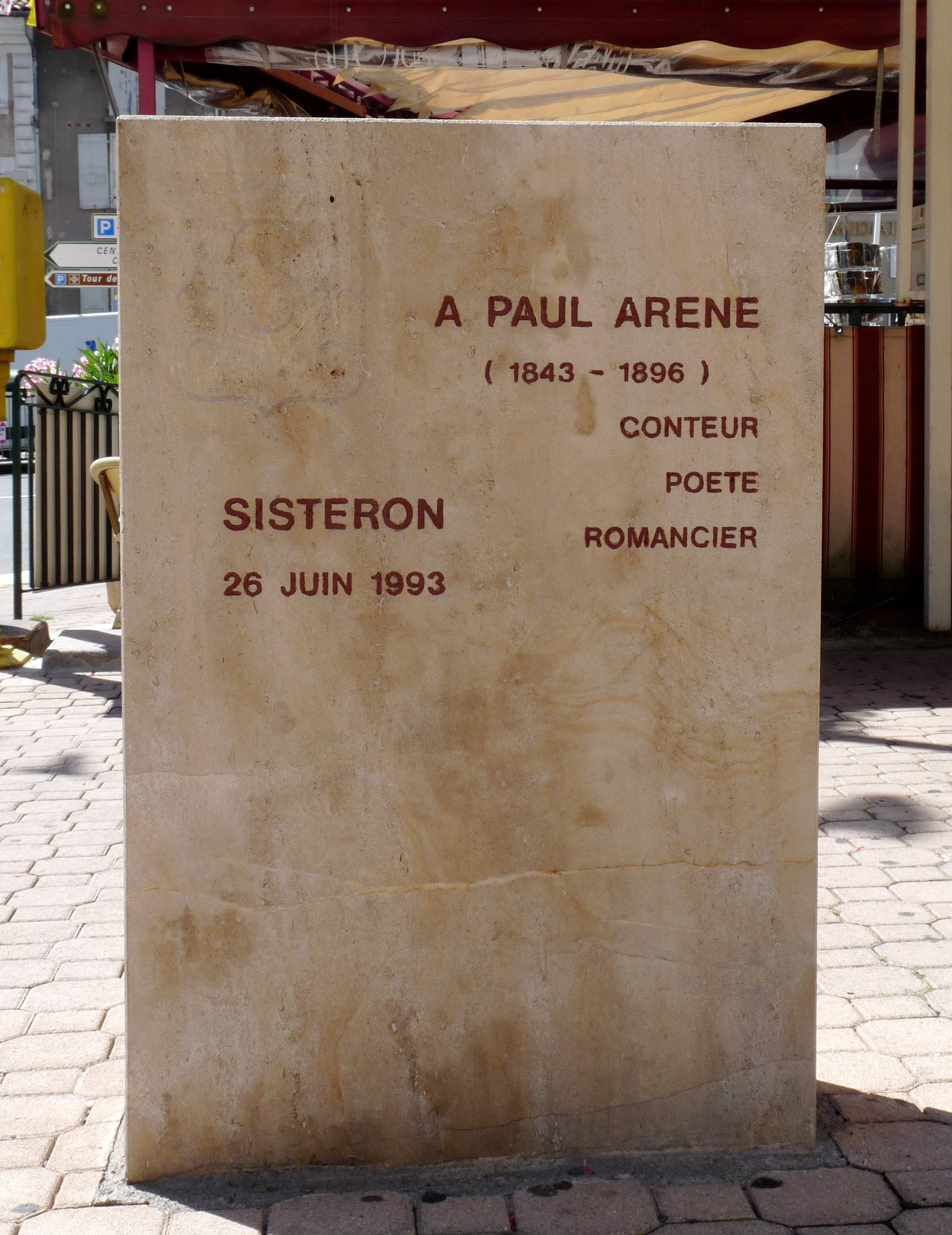
Stèle commémorative de Paul Arène à Sisteron.
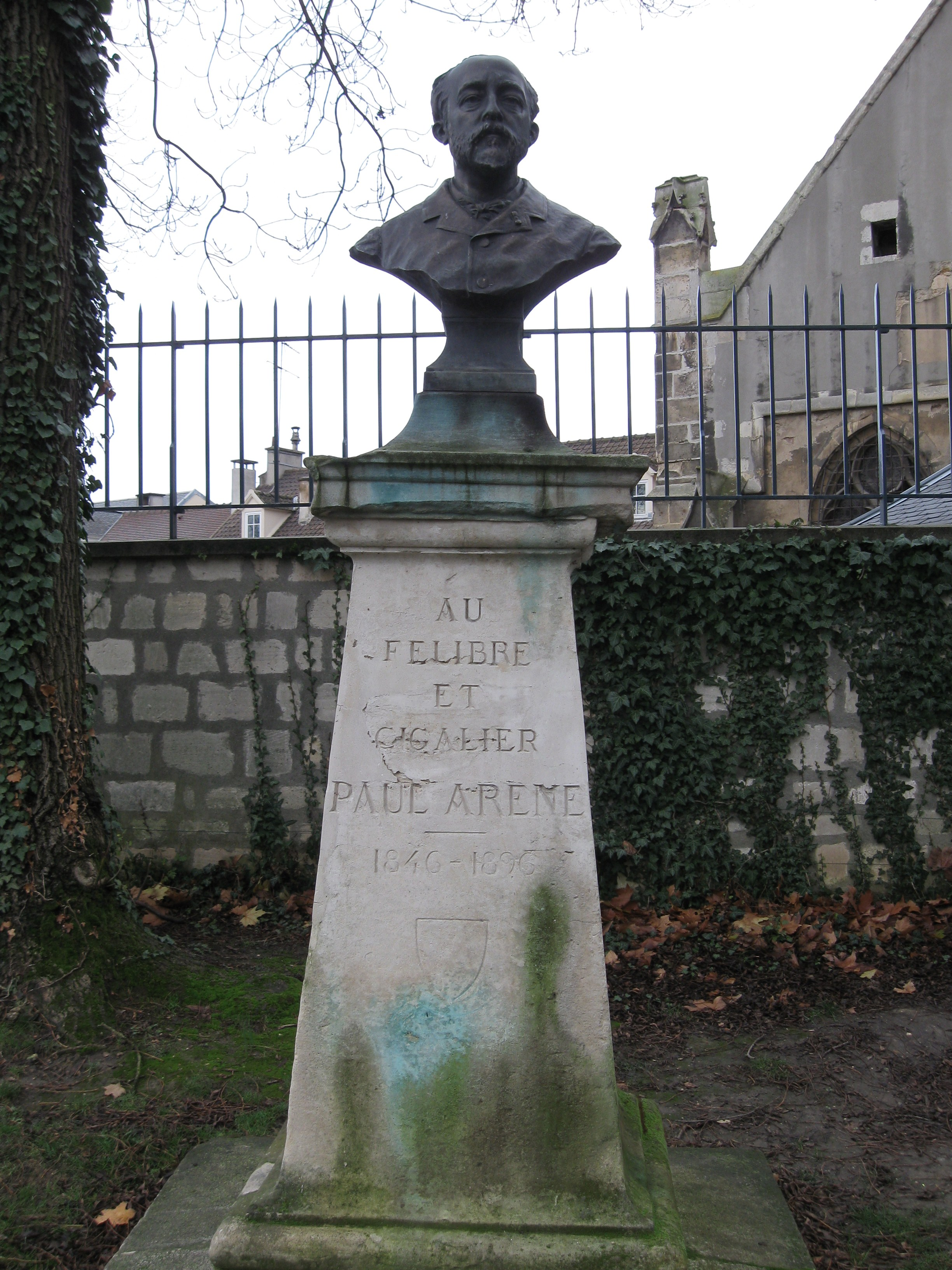
Buste de Paul Arène par Benoît Lucien Hercule dans le Jardin des Félibres, Sceaux, Hauts-de-Seine.

## Origine du nom
Le nom Arène est une francisation du provençal Arena, lui-même venant du latin arena, signifiant sable, auquel Lou Tresor dóu Felibrige (écrit Areno), de Frédéric Mistral, associe le nom de famille Arène.

## Distinctions
- Officier d'académie
- Chevalier de la Légion d'honneur (décret du 31 décembre 1884). Il est fait chevalier par le général François Pittié le 23 mai 1885.

## Œuvres
- Pierrot héritier (théâtre) (1865)

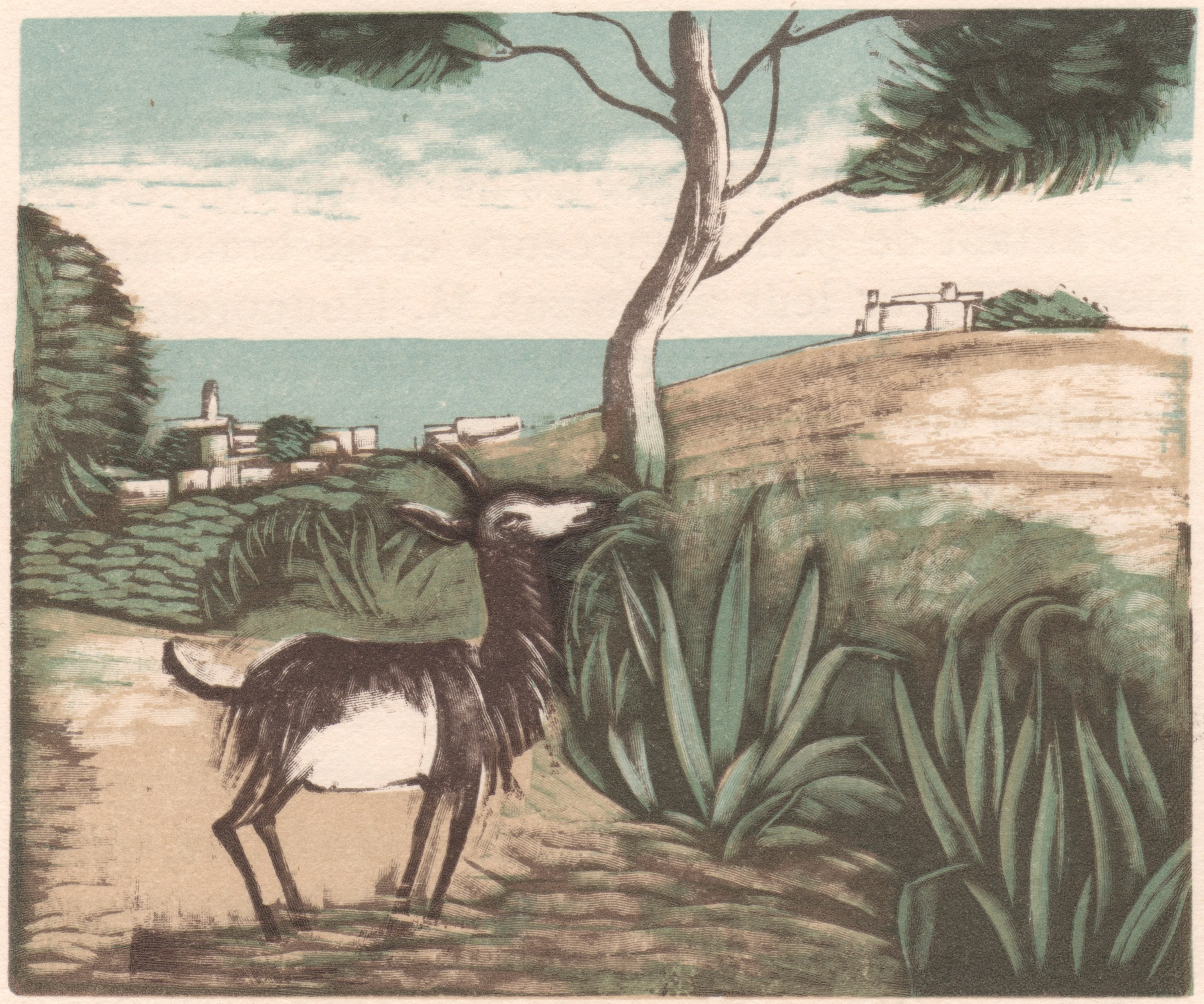
La Chèvre d'or, illustrée par Siméon

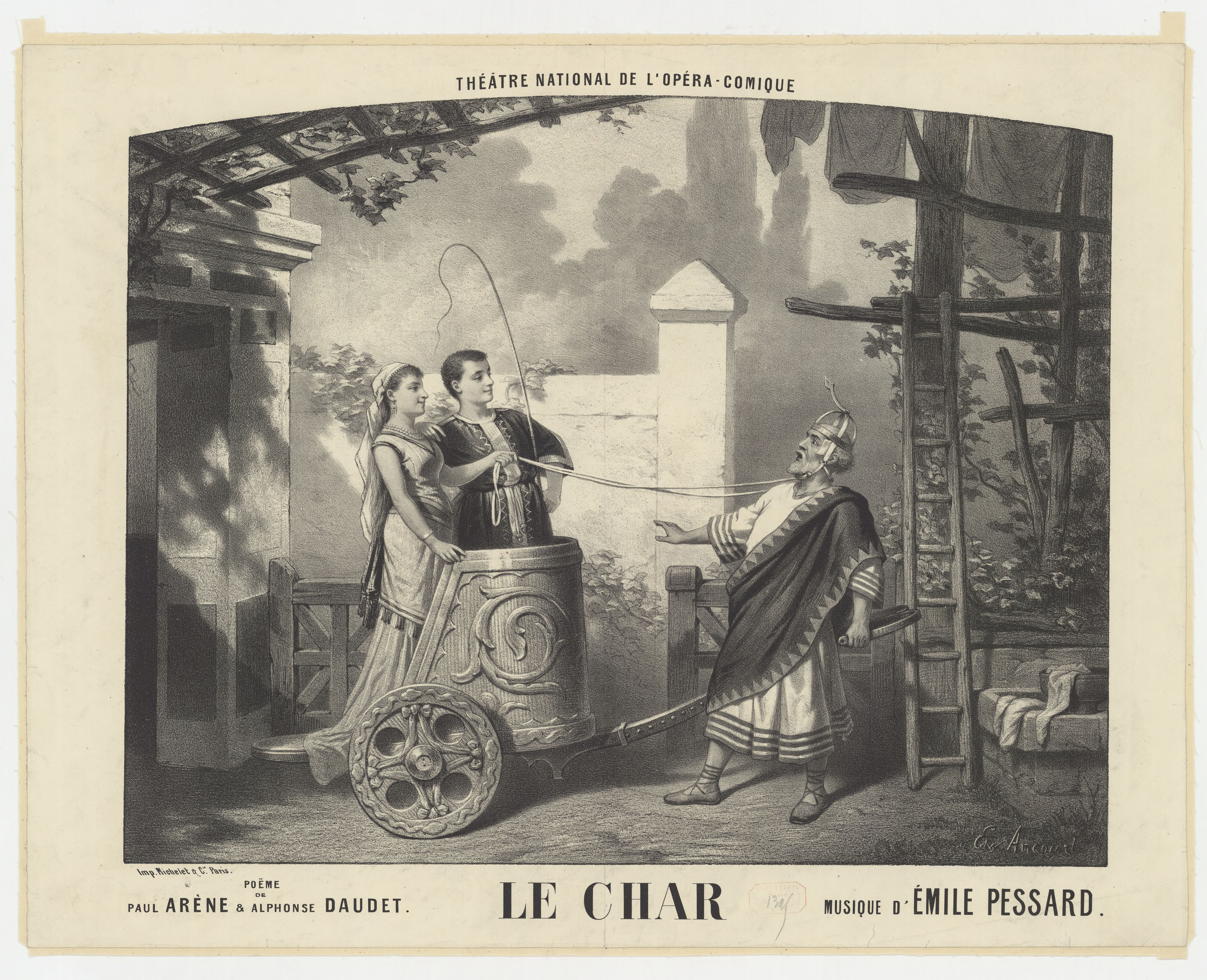
Le Char, affiche de la première à l’Opéra-Comique, 1878

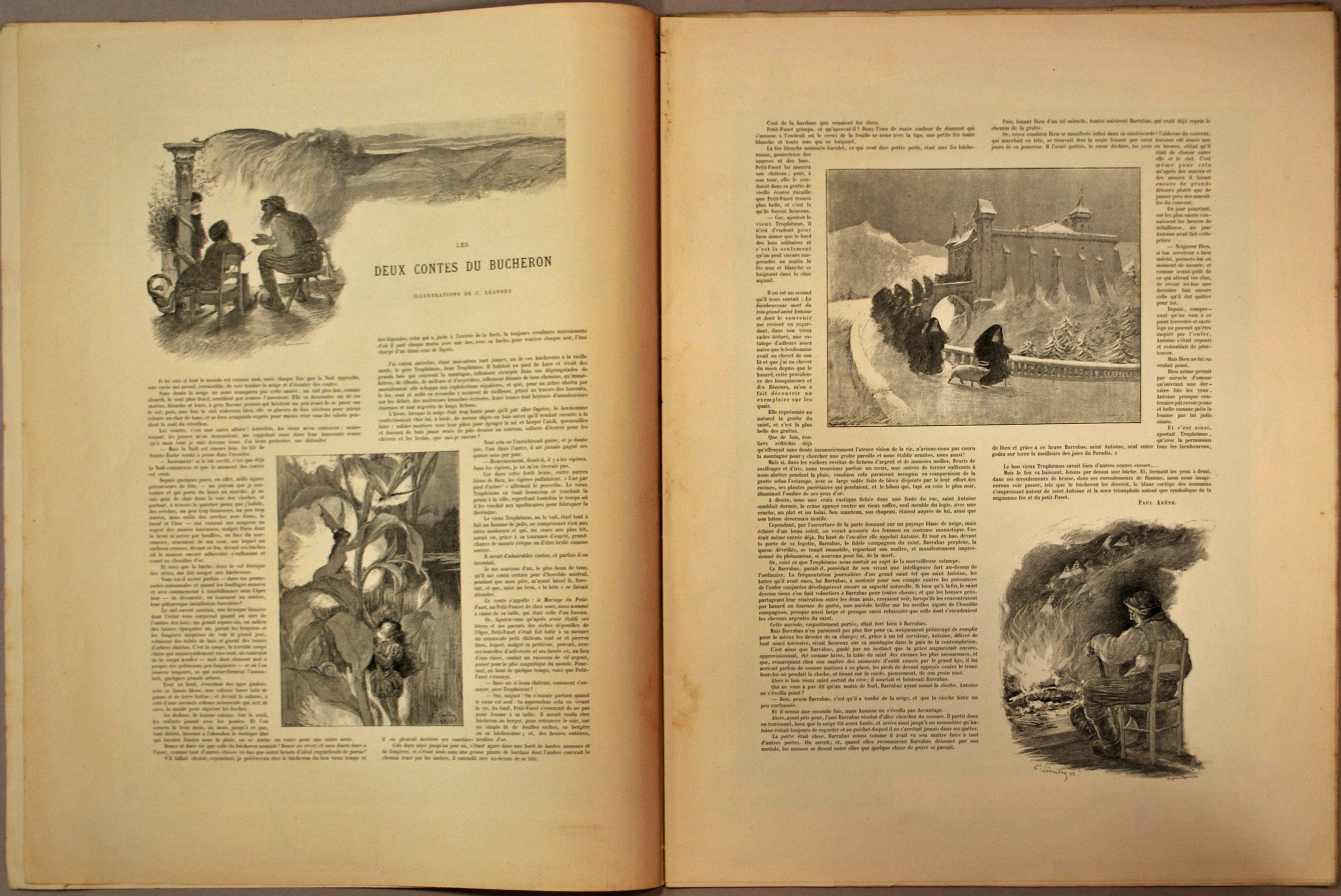
Deux contes du bûcheron, Paris-Noël 1893, illustrés par Charles Léandre.

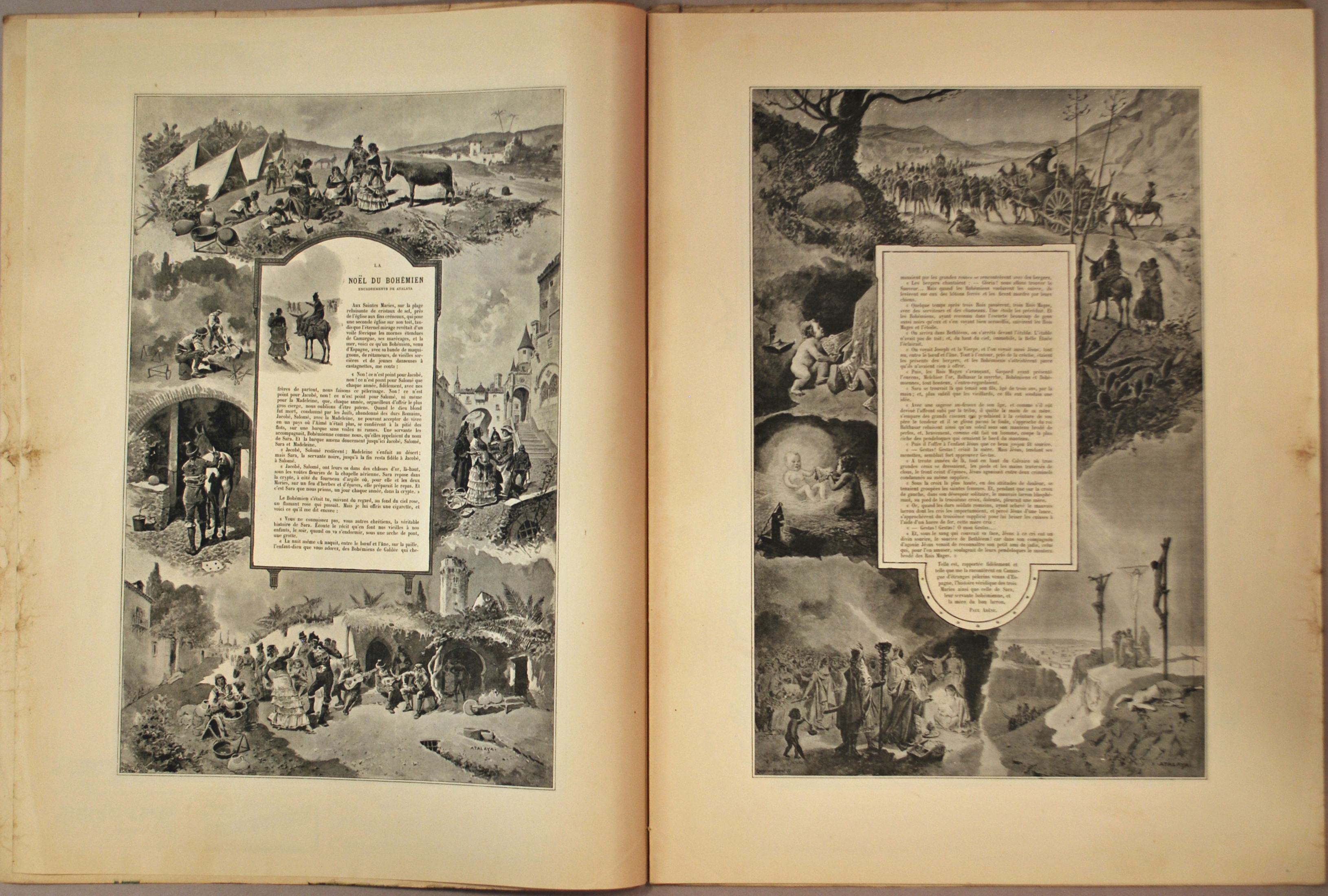
Le Noël du Bohémien, Paris-Noël, 1894

- Jean-des-Figues (1868), illustrations d'Armand Coussens, lire en ligne sur Gallica
- Plòu e souleio, partition (1871) dédiée à la fille de Louis Roumieux[9].
- Les Comédiens errants (théâtre) en collaboration avec V. Vernier (1873)
- Un duel aux lanternes (théâtre) (1873)
- L'Ilote (théâtre) en collaboration avec Ch. Monselet (1875)[10]
- La Gueuse parfumée (récits provençaux) contient aussi Le Tor d'Entrays, Le Clos des âmes, La Mort de Pan; Le Canot des six capitaines (1876)
- Le Prologue sans le savoir (théâtre) en collaboration avec Henri d'Erville.
- Le Char (opéra-comique en un acte) (1878), en collaboration avec A. Daudet. Musique d'Émile Pessard
- Contes de Noël (1879)
- Les Contes en cent lignes  (1880)
- Au bon Soleil (1880)[11]
- Paris ingénu (1882)
- La Vraie tentation du grand Saint-Antoine, illustré par Léonce Petit, Jean d'Alheim et Georges-Antoine Rochegrosse (1880)
- Des Alpes aux Pyrénées (1884) en collaboration avec A. Fournier.
- Vingt jours en Tunisie (1884)
- Les sabots, conte de Noël (1885)
- Mobilier scolaire, poème (1886)[12]
- Contes de Paris et de Provence (1887)[13]
- Contes de Provence (1887)[14]
- La Chèvre d'or (1889, considérée comme sa meilleure œuvre)
- Mars (1890)
- Nouveaux contes de Noël (1891)[15]
- Le Midi bouge (1891)[16]
- Les Ogresses (1891)
- Des Alpes aux Pyrénées (1892)[17]
- Noël ! Pour un album d'enfant (1894)
- Domnine (roman) (1894)[18]
- Noël du Bohémien (1894)
- Friquette et Friquets (1896)
- La cage dorée (1896)
- Le Secret de Polichinelle (1897)
- Août de provence
- La Veine d'Argile contes inédits (posthume) 1re édition, Plon 1928.

## Hommages toponymiques
Par ordre alphabétique des villes :
- une rue Paul-Arène à Avignon
- une école primaire Paul-Arène à Aix-en-Provence
- une école primaire et une rue Paul-Arène à Antibes (ville de sa fin de vie)
- une rue Paul Arène à Crest
- une avenue et une école primaire Paul-Arène à Draguignan
- une avenue Paul-Arène à Fréjus
- une rue Paul Arène à Gap
- une rue Paul Arène à Hettange-Grande
- une avenue Paul-Arène à La Ciotat
- une rue Paul-Arène à La Fare-les-Oliviers
- une école maternelle Paul-Arène à La Valette-du-Var
- une impasse Paul-Arène à Manosque
- un boulevard et un square Paul-Arène à Marseille
- un atelier à Montreuil-sur-Maine
- une avenue Paul-Arène à Nice
- une rue Paul-Arène à Nîmes
- une rue Paul-Arène à Oraison
- un boulevard Paul-Arène à Les Pennes-Mirabeau
- une rue Paul-Arène à Pertuis
- un collège Paul-Arène à Peymeinade
- une allée Paul-Arène à Saint-Raphaël
- un lycée, un collège et une avenue Paul-Arène à Sisteron (ville de sa naissance)
- une impasse Paul-Arène à Solliès-Pont
- une école primaire Paul-Arène à Tavernes
- une rue Paul-Arène à Toulon
- une rue Paul Arène à Valensole.